# Bobby Jones – Zamach geniusza
Bobby Jones – Zamach geniusza (ang. Bobby Jones: Stroke of Genius) – amerykański film biograficzny z 2004 roku w reżyserii Rowdy’ego Herringtona. Film przedstawia życie i karierę Bobby’ego Jonesa, legendarnej gwiazdy golfa.

## Fabuła
Biografia legendarnej gwiazdy golfa, Bobby’ego Jonesa (James Caviezel), który był pomysłodawcą turnieju Masters. Golfem interesował się od najmłodszych lat. Dzięki wytrwałości i wielogodzinnym ćwiczeniom zaczął początkowo odnosić sukcesy jako amator, a w latach 1923–29 zrobił ogromną karierę na amerykańskich polach golfowych i stał się ikoną tego sportu.
W czasach sportowej świetności zdobył również trzy dyplomy na wydziałach inżynierii, anglistyki i prawa. Walcząc z ciężką chorobą i wybuchowym usposobieniem w wieku 28 lat sięgnął po największe trofeum w golfie i zrezygnował z dalszego uprawiania tej dyscypliny sportu. Był u szczytu popularności, ale jego oddanie i poświęcenie żonie Mary (Claire Forlani) sprawiło, że podjął zdumiewającą decyzję, która zaszokowała świat. Uznał, że od kariery ważniejsza jest dla niego rodzina.
To film o człowieku, który stając przed trudnymi życiowymi wyborami nie waha się podejmować takich decyzji jakie sam uznaje za słuszne.

## Obsada
- James Caviezel jako Bobby Jones
- Claire Forlani jako Mary Malone Jones
- Jeremy Northam jako Walter Hagen
- Malcolm McDowell jako O.B. Keeler
- Aidan Quinn jako Harry Vardon
- Brett Rice jako Big Bob Jones
- Connie Ray jako Clara Jones

i inni